# Angus (Name)
Angus ist ein im englischen Sprachraum gebräuchlicher männlicher Vorname, der vereinzelt auch als Familienname vorkommt.

## Herkunft und Bedeutung
Angus ist eine anglisierte Form des irischen Aonghus mit der möglichen Bedeutung „eine Kraft“ bzw. „eine Stärke“ und wird insbesondere in Irland, Schottland und in den englischsprachigen Ländern als Vorname vergeben.

## Varianten
- Angusz, ungarisch
- Aguš, kroatisch

## Namensträger

### Vorname
- Angus Buchanan (1886–1954), schottischer Naturforscher
- Angus Cameron (1826–1897), US-amerikanischer Politiker
- Angus Campbell (1910–1980), US-amerikanischer Sozialpsychologe
- Angus Cloud (1998–2023), US-amerikanischer Schauspieler
- Angus Deaton (* 1945), britisch-US-amerikanischer Ökonom
- Angus Douglas-Hamilton, 15. Duke of Hamilton (1938–2010), schottischer Adliger, Politiker und Mitglied des House of Lords
- Angus Eve (* 1972), Fußballspieler aus Trinidad und Tobago
- Angus Gilmour (* 1990), schottischer Badmintonspieler
- Angus Charles Graham (1919–1991), britischer Sinologe, Philosoph und Philosophiehistoriker
- Angus T. Jones (* 1993), US-amerikanischer Schauspieler
- Angus King (* 1944), US-amerikanischer Politiker
- Angus Konstam (* 1960), schottischer Autor und Historiker
- Angus MacDonald (* 1963), schottischer Politiker
- Angus Macfadyen (* 1963), schottischer Filmschauspieler
- Angus Macintyre (* 19**), britischer mathematischer Logiker
- Angus MacKay (* 1964), schottischer Politiker
- Angus MacLise (1938–1979), US-amerikanischer Schlagzeuger
- Angus Maddison (1926–2010), britischer Ökonom
- Angus Maude (1912–1993), britischer Politiker
- Angus McLaren (* 1988), australischer Schauspieler
- Angus Wilton McLean (1870–1935), US-amerikanischer Politiker
- Angus McMillan (1810–1865), schottischer Entdecker und Australienforscher
- Angus McPhee (1914–1997), schottischer Art-brut-Künstler
- Angus Morrison (1822–1882), kanadischer Richter und Politiker
- Angus Ogilvy (1928–2004), Mitglied der britischen Königsfamilie
- Angus Scrimm (1926–2016), US-amerikanischer Schauspieler
- Angus Thomas (* 1955), US-amerikanischer Jazzbassist
- Angus Wall (* 1967), US-amerikanischer Filmeditor
- Angus Wilson (1913–1991), britischer Schriftsteller
- Angus Young (1919–2016), britischer Schauspieler, siehe Alan Young
- Angus Young (* 1955), schottisch-australischer Gitarrist und Songwriter (AC/DC)

### Familienname
- Alan Angus (1912–1988), australischer Radrennfahrer
- Calum Angus (* 1986), englischer Fußballspieler
- Charlie Angus (* 1962), kanadischer Autor, Journalist, Rundfunksprecher, Musiker und Politiker
- Colin Angus (* 1971), kanadischer Abenteuerreisender
- Dior Angus (* 1994), englischer Fußballspieler
- Harold Angus (1904–1948), britischer Wasserballspieler
- Harry Angus (1870–1935), englischer Fußballspieler
- Jack Angus (Fußballspieler, 1866) (John Alexander Angus; 1866–1891), schottischer Fußballspieler
- Jack Angus (Fußballspieler, 1868) (John William Angus; 1868–1933), schottischer Fußballspieler
- Jack Angus (Fußballspieler, 1909) (John Angus; 1909–1965), englischer Fußballspieler
- John Angus (1938–2021), englischer Fußballspieler
- Justine Angus, australische Tontechnikerin
- Keith Angus (* 1943), britischer Marathonläufer
- Mike Angus (* 1960), englischer Fußballspieler
- Patrick Angus (1953–1992), US-amerikanischer Maler
- Rita Angus (1908–1970), Künstlername der neuseeländischen Malerin Henrietta Catherine Angus
- Stevland Angus (* 1980), englischer Fußballspieler
- Terry Angus (* 1966), englischer Fußballspieler
- William Angus (1871–1965), australischer Agrarwissenschaftler und Politiker

### Künstlername
- Angus & Julia Stone, ein Bruder-Schwester-Duo aus dem australischen Newport

### Adelstitel
- Earl of Angus
- Angus, Earl of Moray († 1130), schottischer Adliger und Rebell